# 3080 Moisseiev
3080 Moisseiev eller 1935 TE är en asteroid i huvudbältet, som upptäcktes den 3 oktober 1935 av den ryska astronomen Pelageja Sjajn vid Simeizobservatoriet på Krim. Den har fått sitt namn efter den ryske astronomen Nikolaj Moisev.
Asteroiden har en diameter på ungefär 12 kilometer och den tillhör asteroidgruppen Eunomia.